# Time Crisis II
 (avril 2020).
Si vous disposez d'ouvrages ou d'articles de référence ou si vous connaissez des sites web de qualité traitant du thème abordé ici, merci de compléter l'article en donnant les références utiles à sa vérifiabilité et en les liant à la section « Notes et références ».
Time Crisis II est un jeu vidéo de tir au pistolet (type rail shooter) été développé et édité par Namco. Il est sorti en 1998 sur borne d'arcade (System 23), puis porté en 2001 sur PlayStation 2. Il est le deuxième opus de la série Time Crisis.

## Synopsis
Cristy Ryan appelle le V.S.S.E. afin de révéler des informations sur une menace nucléaire. Un homme à l'autre bout du fil la prévient de l'arrivée de deux agents du V.S.S.E. : Keith Martin et Robert Baxter. Mais au même moment, un homme vêtu d'un chapeau melon arrive avec des terroristes sous son contrôle et enlève la jeune femme. Les agents du V.S.S.E arrivent juste après.
Après avoir fait fuir l'homme au chapeau melon et avoir abattu tous les terroristes, le joueur découvre que les terroristes ont pris la place du quartier. Alors que le joueur détruit un tank, le chef ennemi s'enfuit et les deux agents l'abattent à la suite d'une poursuite infernale en bateau. Les agents récupèrent l'ordinateur du boss et découvre qu'un missile va bientôt être lancé et que la jeune femme a été emmenée sur le satellite de commandement.

## Personnages
- Keith Martin : Le joueur « rouge », un des deux personnages jouables, il est blond et possède un super bolide pour l'époque. Son nom de code est Cherub (Chérubin en anglais).
- Robert Baxter : Le joueur « bleu », un des deux personnages jouables, il a les cheveux noirs et est bronzé. Son nom de code est Griffon.
- Wild Dog : Ancien Boss du premier Time Crisis. Il revient dans cet épisode, engagé par un général. Il possède à la place de son bras gauche une mitrailleuse automatique.
- Ernesto Diaz : Le chef du gang faisant peser sur le monde, une menace nucléaire. Il a engagé Wild Dog pour éliminer Keith et Robert dès leur arrivée a la base de lancement.
- Christy Ryan : L'agent infiltré du V.S.S.E. qui a informé le QG du V.S.S.E. la tentative d'attaque nucléaire en cours par Ernesto Diaz.